# Geschichte Böhmens

Der Böhmische Löwe als Wappen

Die Geschichte Böhmens reicht von den ersten Besiedelungen auf dem Gebiet Böhmens bis in die Gegenwart. Im Jahr 1085 wurde die böhmische Königswürde geschaffen, die mit der Ausrufung der demokratischen Tschechoslowakei 1918 endete. Heute ist Böhmen Teil der Tschechischen Republik.

## Vor- und Frühgeschichte

### Jäger, Sammler, Fischer (spätestens vor 200.000 Jahren)

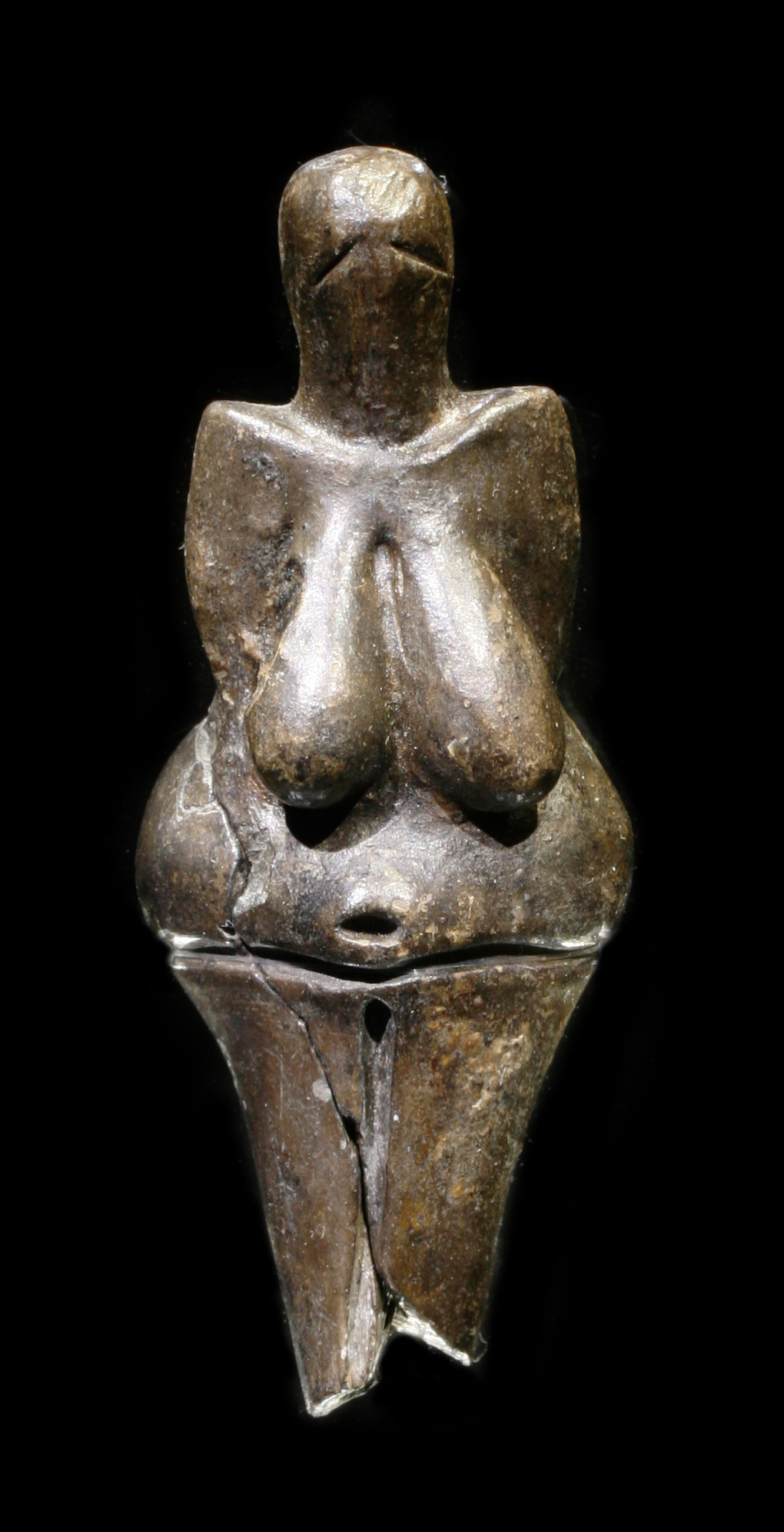
Venus von Dolní Věstonice

Überaus einfache, den Oldowan-Werkzeugen ähnelnde Chopper von der Fundstelle Beroun-Autobahn, deren Alter von den Entdeckern zwischen 1,87 und 1,67 Millionen Jahren veranschlagt wurde, galten bereits wenige Jahre später als natürliche Bildungen, als Geofakte, und werden heute zurückgewiesen.
Altpaläolithische Fundorte von Bedeutung sind Stránská skála bei Brünn und Přezletice bei Prag, die der Cromer-Warmzeit zugeordnet werden, die auf etwa 850.000 bis 475.000 Jahre datiert wird. Die Chopper und andere Steinwerkzeuge sind jedoch in ihrem Status als Artefakte mitunter umstritten, so dass die Anwesenheit von Menschen auch in dieser Zeit lediglich vermutet werden kann.
Als gesichert gilt hingegen die mittelpaläolithische Besiedlung in der Saale-Kaltzeit, genauer im Intra-Saale-Interglazial (vor etwa 200 000 Jahren). Die Lagerplätze befanden sich zunächst überwiegend im Freien, erst zu Beginn der Würm-Kaltzeit zogen sich die Menschen in Höhlen zurück. Über lange Zeiträume bewohnt waren die Fundorte Bečov in Nordböhmen sowie die Kúlna-Höhle und Moravský Krumlov in Mähren. Die gefundenen menschlichen Überreste stammen von Neandertalern, die Werkzeuge gehören den Industrien des Acheuléen, des Taubachien, des Moustérien und des Micoquien an. Aus dem Mittelpaläolithikum gibt es erste Hinweise auf Rohstoff-Importe aus größerer Entfernung und auf nicht-utilitäre Handlungen (Farbreste, symmetrische Gravuren oder ein Faustkeilblatt aus Bergkristall). Am Übergang vom Mittel- zum Jungpaläolithikum stehen zwei Industrien, die sich besonders in Mähren fanden: das Szeletien, das in Vedrovice auf 40.000-35.000 BP datiert wurde, und das Bohunicien aus Stránská skála bei Brünn.

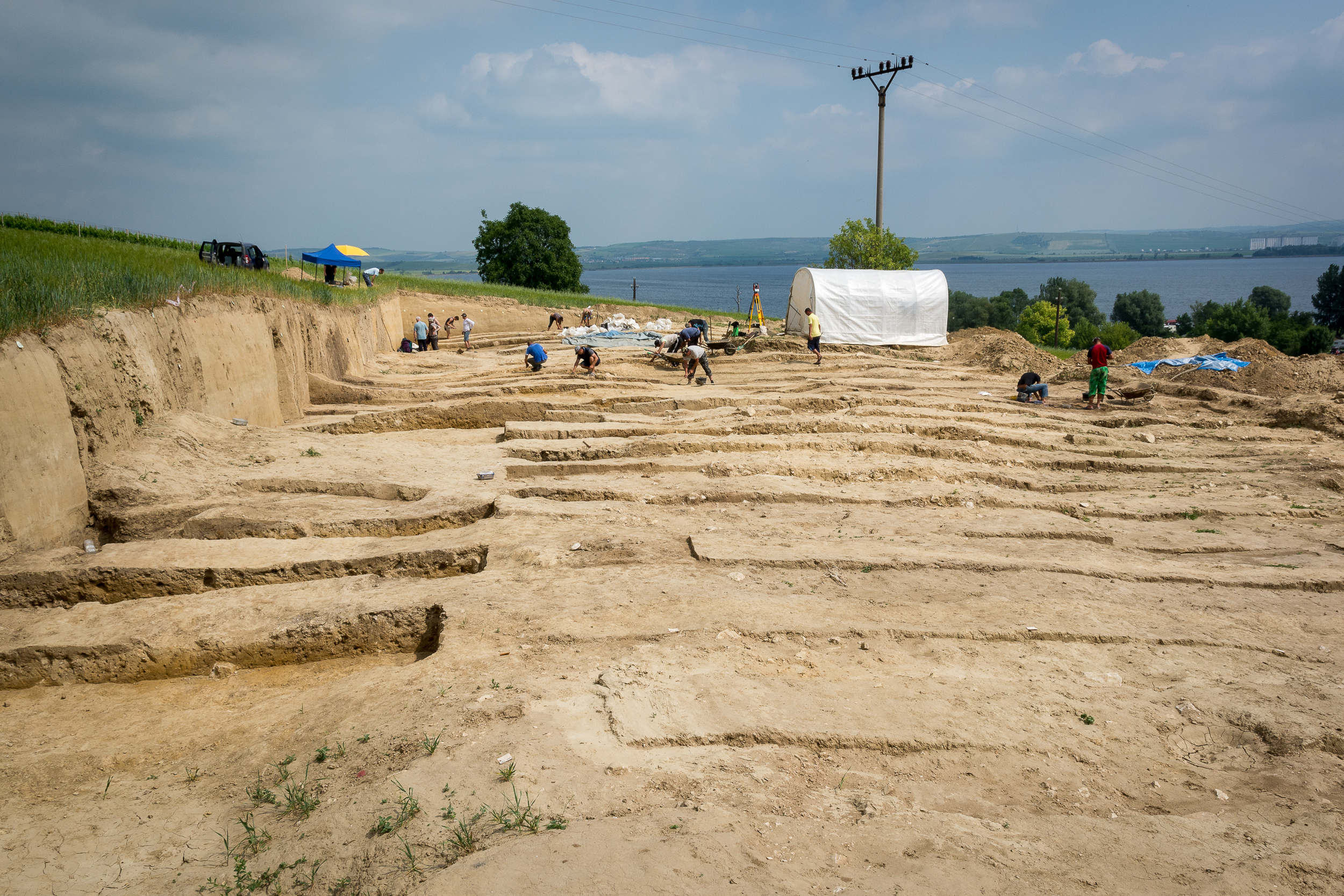
Grabungen an der Fundstelle Pavlov I, 2014

Im Jungpaläolithikum ist das Aurignacien die erste Kultur, die mit dem modernen Menschen (Cro-Magnon-Mensch) in Verbindung gebracht wird. Reiche Fundorte sind die Lautscher Höhle im mährischen Mladeč und die Burgstätte Hradsko bei Mšeno. Kennzeichnend für diese Kultur sind Knochenspitzen des sogenannten Lautscher Typs. Die bedeutendste paläolithische Erscheinung auf dem Landesgebiet ist das Gravettien beziehungsweise dessen lokale Variante des Pavlovien, eine Kultur, die durch die mährischen Fundstellen Dolní Věstonice und Pavlov sowie das böhmische Předmostí repräsentiert wird. Ihre Blütezeit lag zwischen 29.000 und 24.000 BP. Unter den Funden sind mehrere Siedlungen, rituelle Begräbnisse, Anhäufungen von Mammutknochen, Werkzeuge und Kunstwerke aus Stein, Knochen, Elfenbein oder gebranntem Ton, die Rückschlüsse auf die materielle Kultur wie auch die Geistes- und Glaubenswelt der Mammutjäger erlauben. Besonders bekannt sind stilisierte Frauenfigurinen wie die Venus von Dolní Věstonice.
Aus dem Mesolithikum existieren nur wenige Fundstellen, welche aber über das ganze Gebiet Böhmens verstreut liegen. Fachlich interessant ist eine mesolithische Besiedlung der Höhenlagen des Böhmerwalds um Horní Planá.

### Bauern und Hirten (ab 5300 v. Chr.)
Ab 5300 bis 4500 v. Chr. ist eine weitreichende neolithische Besiedlung Böhmens belegt. Wichtigste Linearbandkeramische Siedlungsstätten sind Bylany bei Kutná Hora, weiter Březno u Loun und Tušimice in Nordböhmen.
Siedlungsstätten der zeitlich folgenden Stichbandkeramik sind Bylany bei Kutná Hora, das nahe gelegene Gräberfeld Miskovice, Plotiště nad Labem in Ostböhmen, Prag-Bubeneč oder der westböhmische Ort Vochov. In Pilsen-Křimice ist die Gruppe Oberlauterbach belegt.
Im Spätneolithikum (in Tschechien als eneolit bezeichnet und als eine selbstständige Periode zwischen 4500 und 2300 v. Chr. verstanden) sind Trichterbecherkulturen, die Kugelamphoren-Kultur und im Süden und Südwesten die Chamer Kultur anwesend. Am Ende des Zeitabschnitts (2900/2800–2300 v. Chr.) ist die Schnurkeramik mit mehreren großen Gräberfeldern in Nordböhmen und die Glockenbecherkultur vertreten.
Im Sommer 2024 haben tschechische Archäologen in Ostböhmen, in der Nähe von Königgrätz, ein extrem langes Hügelgrab entdeckt, das über 5000 Jahre alt sein soll. Mit 190 Metern Länge und bis zu 15,1 Metern Breite könnte es das längste Hügelgrab Europas sein. Die Auswertung des einzigartigen Fundes steht (Stand Anfang 2025) erst am Anfang.

### Metallzeitalter, Kelten, Germanen, Slawen
In der Bronzezeit ist besonders die Aunjetitzer Kultur zu nennen. Es folgen Hügelgräberkulturen und die Lausitzer Kultur. In der Latènezeit wurde Böhmen von Kelten besiedelt. Reste ihrer Oppida wurden bei Závist, Stradonice, Hrazany, Nevězice, Třísov und České Lhotice ausgegraben. Von ihrem Stamm der Boier leitet sich die lateinische Bezeichnung Bohemia ab, aus der sich wiederum die deutsche Bezeichnung Böhmen herleiten lässt. Den Kelten folgten am Beginn des 1. Jahrhunderts nach Chr. germanische Stämme, insbesondere Markomannen, die in den Markomannenkriegen unter Einfluss des Römischen Reiches gerieten (Kaiser Mark Aurel).
Während der Völkerwanderungszeit wird nach archäologischen und historischen Quellen von einer Entvölkerung Böhmens gesprochen. Um 550 wanderten Slawen von Osten her nach Böhmen ein. Während die Bezeichnung Böhmen auf die keltischen Boier zurückgeht und dementsprechend eine ethnische Bindung des Landesbegriffs mit der Abwanderung der Kelten verlor, geht die Bezeichnung Tschechen auf eine slawische Gruppe zurück. Die Etymologie des Begriffes ist bisher nicht befriedigend geklärt.
Während die sagenhafte Überlieferung die Besiedlung eines von Menschen verlassenen Raumes suggeriert, erweisen archäologische Funde, dass es zeitweise ein Nebeneinander vorslawischer und slawischer Gruppen gab.

## Frühe Staatsbildungen, Christianisierung
Der erste Herrscher der Slawen, dessen Name dokumentiert ist, soll ein gebürtiger Franke namens Samo gewesen sein, dessen Existenz aber nur in einer einzigen Quelle erwähnt wird. Er stammte demnach aus der Gegend des heutigen Sens, kam als Kaufmann ins Land, führte einen Aufstand gegen die Awaren an, formierte daraufhin seinen Herrschaftsbereich und starb 658. Das Reich von Samo, in Wirklichkeit wohl nur ein Bund mehrerer Stämme, umfasste wohl die heutigen Gebiete Slowakei, Mähren, Niederösterreich, später wahrscheinlich auch Böhmen, die Lausitz (an der Elbe) und vorübergehend auch das historische Kärnten.
Die böhmische Gesellschaftsstruktur dieses Zeitraums ist in der Forschung umstritten. Böhmen war nach Meinung der älteren Forschung unter etwa elf verschiedenen Stämmen aufgeteilt. Die neuere Geschichtsforschung lehnt diese Stammestheorie jedoch ab und geht davon aus, dass es im böhmischen Becken seit der slawischen Landnahme nur eine als gens bezeichnete Gruppe gab, nämlich die der Böhmen. Diese wurde nach außen von mehreren Fürsten (duces) vertreten, die im Inneren Verwalter von Burgwardbezirken waren. Auch die Burgward-Theorie ist nicht unumstritten. Eine weitere These identifiziert diese Fürsten als Anführer von Sippenverbänden, zu denen möglicherweise bereits die Přemysliden zählten. Möglicherweise führte auch erst die Tributpflicht gegenüber den Franken zur Herausbildung einer Führungsschicht, der die Aufgabe zukam, die Eintreibung und Zahlung der Tribute zu organisieren.
Fest steht, dass es im 9. Jahrhundert keine „Zentralmacht“ gab, sondern bei Verhandlungen mit auswärtigen Mächten immer mehrere, anscheinend gleichberechtigte Fürsten erschienen bzw. auch unabhängig von der Gesamtheit eigene Interessen verfolgten. 14 von ihnen traten 845 vor Ludwig den Deutschen.
Sicherer wird die Überlieferung erst ab dem 9. Jahrhundert durch die Annales regni Francorum. Die Bezeichnungen Böhmen und Mähren tauchen erstmals im 9. Jahrhundert in fränkischen Quellen auf.
Im Sommer 805 führte einer der Söhne Karls des Großen einen Feldzug gegen Böhmen an. Die wenigen Quellen widersprechen sich in mehreren Details, die fränkischen Reichsannalen beschreiben aber folgenden Ablauf der Kämpfe: Das erste von drei Heeren, bestehend aus Schwaben und Bayern, marschierte bei Domažlice ein, das zweite und stärkste über Eger und ein drittes, bestehend aus Franken und Sachsen sowie Nördliche Westslawen, von Norden. Die Hauptarmee belagerte über längere Zeit vergeblich die Canburg an der Eger, womit vermutlich das heutige Kadaň gemeint war. Die restlichen zwei Armeen verbanden sich schließlich in der Gegend von Žatec, Litoměřice und Rakovník. Die böhmischen Krieger waren dieser Übermacht unterlegen und zogen sich in der bevölkerungsarmen Gegend in die Wälder zurück. Von dort griffen sie die Eindringlinge an. Bei einem dieser Kämpfe soll auch ihr Anführer Lech (nicht identisch mit dem sagenhaften polnischen Stammvater Lech) gestorben sein. Einhard datiert den Feldzug ein Jahr später auf 806. Ihm zufolge musste sich das geplünderte und verbrannte Land ergeben und zu Tributzahlungen verpflichten.
Das Verhältnis zum Frankenreich blieb auch nach der Etablierung der Tributpflicht konfliktreich, auch durch die Ausstrahlung des benachbarten Mährerreichs, das sich in einer ähnlich ambivalenten Lage zwischen Abhängigkeit und Gegnerschaft zum Frankenreich befand. Zudem spielte auch das Verhältnis zu den stärker in Stämmen organisierten Elbslawen eine Rolle. Franken, Elbslawen, Böhmen und Mährer sowie verschiedene Gruppierungen innerhalb dieser Großverbände standen im 9. Jahrhundert in mehrfach wechselnden Konflikt und Bündnisverhältnissen. Nach dem Sieg des Mährerfürsten Rastislav über Ludwig den Deutschen im Jahre 855 lockerte sich diese Abhängigkeit wieder, für das Folgejahr ist aber die Unterwerfung mehrerer böhmischer Fürsten unter Ludwig überliefert. Für 869 werden weitere Kämpfe zwischen Böhmen und Franken berichtet, gefolgt von böhmischen Bitten um Frieden. 872 schlug ein karolingisches Heer unter der Führung des Erzkanzlers Luitbert von Mainz an der Moldau ein böhmisches.
Ab den 870er Jahren dominierte zunehmend das Mährerreich den böhmischen Raum. Der erste historisch fassbare Fürst der Přemysliden-Dynastie, Bořivoj I., herrschte in Böhmen als Stellvertreter des Mährerfürsten Svatopluk I. 890 ließ sich Svatopluk vom ostfränkischen König Arnolf von Kärnten auf dem Omuntesperch die Vormundschaft über des verstorbenen Bořivojs noch minderjährige Söhne Spytihněv I. und Vratislav I. und damit die Vorherrschaft über Böhmen legitimieren. Nach dem Tod des Svatopluk im Jahre 894 huldigte ein Jahr später eine Abordnung aller böhmischen Großen unter der Führung des Přemysliden Spytihněv I. und des Slavnikiden Vitislav Arnolf von Kärnten in Regensburg und zahlte Tribut für militärischen Schutz.
Im Laufe des 9. Jahrhunderts begann im Zuge der Slawenmission auch die Christianisierung Böhmens. Die besagten 14 duces, die 845 in Regensburg erschienen, nahmen das Christentum an. Von größerer Bedeutung war wohl der altmährische Einfluss, wenn auch nicht klar ist, ob die Annahme einer partiellen Orientierung Richtung Byzanz, abgeleitet von einer slawischen und einer lateinischen liturgischen Sphäre, haltbar ist. Offenbar wurden die Burgen regionaler Häuptlinge, wie archäologische Untersuchungen erwiesen, zerstört. Die Mission Böhmens ging einerseits vom Fränkischen Reich aus, besonders von Regensburg und Passau. Andererseits brachte das Wirken der „Slawenapostel“ Methodius und Kyrill von Saloniki Mähren und teilweise auch Böhmen in den Einflussbereich der östlichen Kirchen. Aus dem 9. Jahrhundert stammen die ersten Kirchenbauten und die Entwicklung der altkirchenslawischen Schriftsprache.
Parallel zur Christianisierung wurden die in Mittelböhmen lebenden Tschechen unter den besagten zum dominierenden Faktor im Land. Damit wurde deren Residenzstadt Prag zum politischen Zentrum Böhmens.

## Herzogtum Böhmen

Herzogtum Böhmen im 11. Jahrhundert

Bořivoj I. († um 888) gilt als erster christlicher Herzog, der noch unter mährischer Oberhoheit die Landeseinigung vorantrieb. Seine Söhne Spytihněv I. und Vratislav I. befreiten sich vom mährischen Einfluss. 895 unterwarf sich Spytihněv I. zusammen mit Vitislav und weiteren böhmischen Großen in Regensburg dem König des Ostfrankenreichs, Arnulf von Kärnten. Die landbesitzenden Großen hatten in Böhmen einen weiterreichenden Einfluss auf die Landesherrschaft als in vielen anderen europäischen Territorien. So wurde die Inthronisierung auf dem Fürstenstuhl in der Prager Burg, die durch die Großen vorgenommen wurde, der entscheidende Akt für die Erlangung der böhmischen Fürstenwürde.
Am Ende des 9. und zu Beginn des 10. Jahrhunderts begannen die ersten Přemysliden auch, die übrigen böhmischen Fürsten unter ihre Kontrolle zu bringen. Ihr Machtbereich beschränkte sich zunächst auf die mittelböhmische Region mit den Zentren in Prag und Levý Hradec.
Den Entwicklungsstand der mährischen Kultur offenbaren reiche Grabbeigaben, besonders an Waffen und Schmuck, die sich auch in böhmischen Fürstengräbern finden. Mähren und damit auch Böhmen exportierte Rohstoffe, Metallerzeugnisse und Sklaven. In beiden Landesteilen entwickelte sich im 9. Jahrhundert ein Netz von Burgen, die als politische, wirtschaftliche und kulturelle Zentren die Grundlage staatlicher Organisation bildeten.

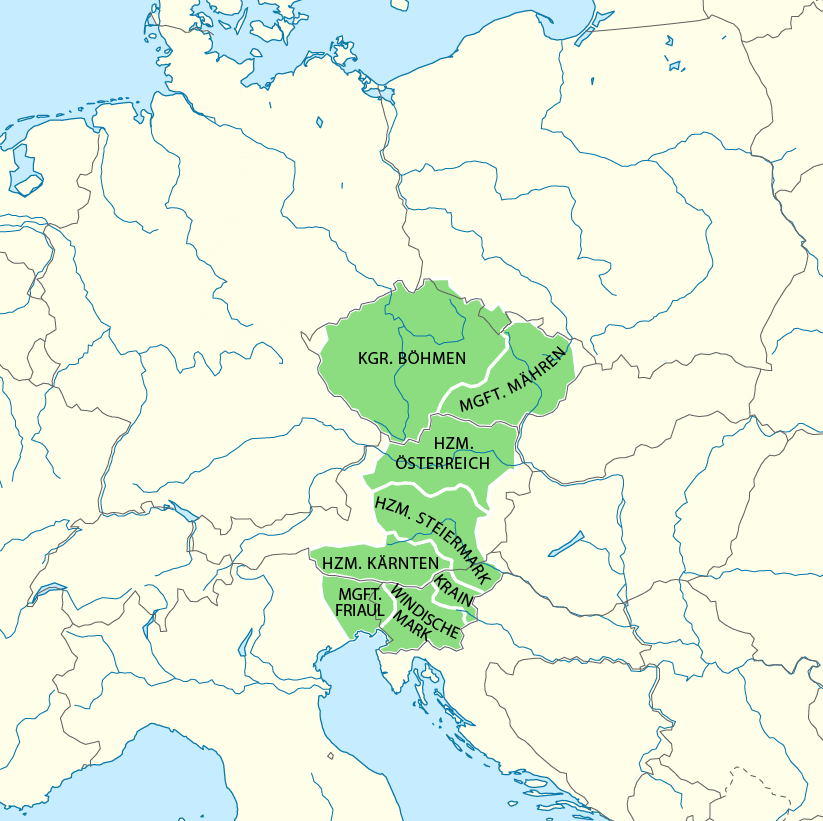
Königreich Böhmen unter Ottokar II.

Der Enkel Bořivojs I., Wenzel von Böhmen, wurde 935 von seinem Bruder Boleslav ermordet und später Schutzheiliger des Landes. Sein Kult spielt bei der Entwicklung eines böhmischen Eigen- und Staatsbewusstseins eine erhebliche Rolle. Sein Kult setzte bereits im 10. Jahrhundert ein, er wurde zentral für das Eigenbewusstsein des böhmischen Adels und des Klerus, schließlich wurde die Wenzelsverehrung zum „Ausgangspunkt einer Repräsentanz des Landes neben dem Herrscher, zuweilen sogar gegen ihn“ (František Graus).
Nach Vratislavs Tod machten häufige Thronwechsel Böhmen zu einem Spielball der Nachbarn und stärkten die Position des Adels, vor allem der aus etwas über 20 vornehmen und einflussreichen Familien kommenden maiores terre.
973 gab Kaiser Otto I. Böhmen ein eigenes Bistum mit Sitz in Prag. Bis dahin war Böhmen kirchenrechtlich ein Teil des Bistums Regensburg.
Spätestens ab dem 10. Jahrhundert lebte eine bedeutende deutsche und jüdische Gemeinschaft in Prag.
1003 eroberte Bolesław I. von Polen für kurze Zeit Böhmen.
Die Zeit unter Herzog Břetislav I. war ab 1038 von Auseinandersetzungen mit Polen und dem Reich geprägt.

## Königreich Böhmen

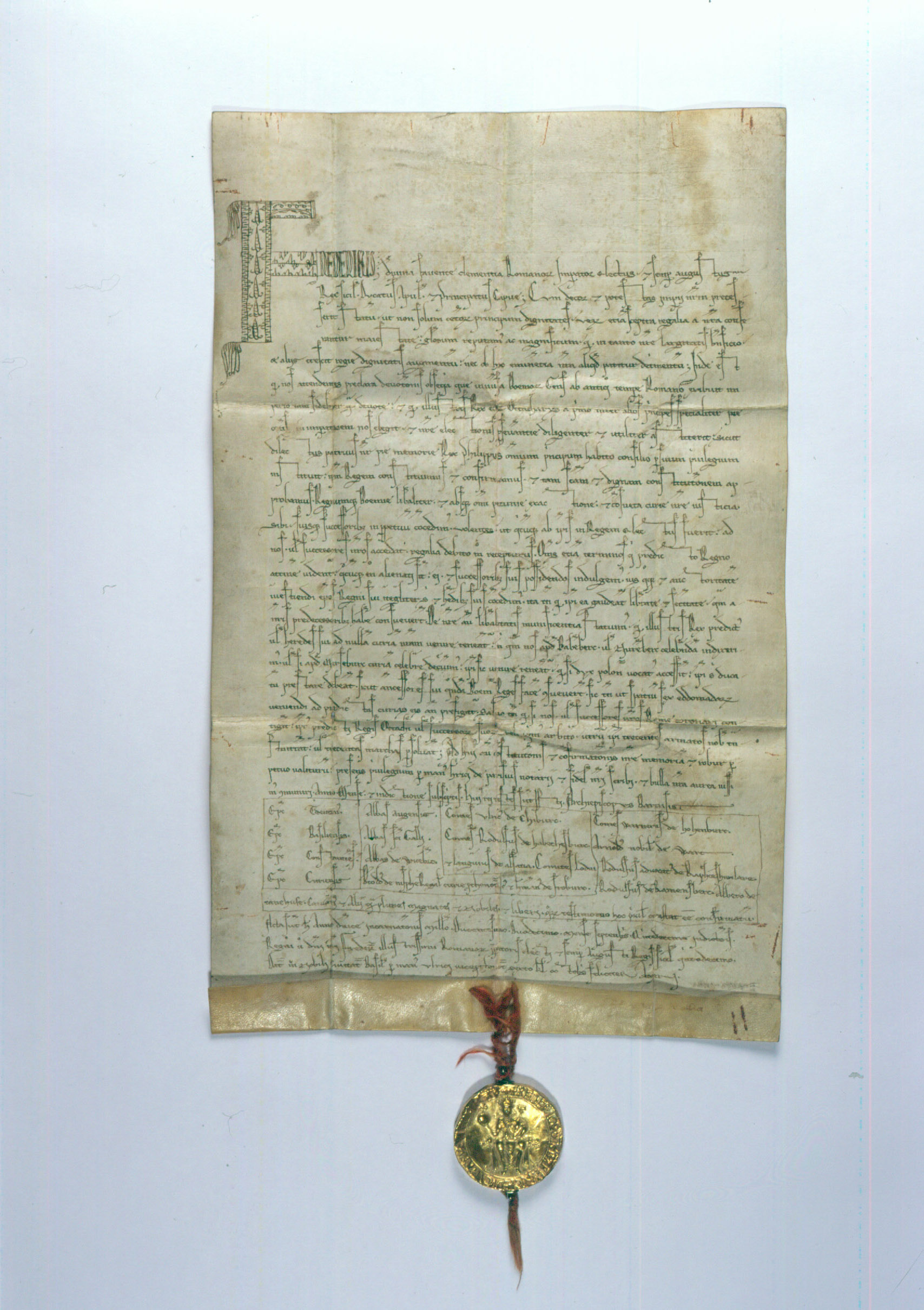
Sizilische Goldene Bulle

Břetislavs Sohn Vratislav II. wurde die böhmische Königswürde 1085 persönlich verliehen. Die erbliche Verleihung 1198 an Ottokar I. Přemysl durch Philipp von Schwaben demonstrierte die Sonderstellung Böhmens im Heiligen Römischen Reich. Die Sizilische Goldene Bulle Friedrichs II. von 1212 bestätigte für Ottokar und seinen Nachfolgern die böhmische Königswürde, nachdem dieser bei der deutschen Königswahl für Friedrich gestimmt hatte. Die Bulle bestimmte die Rechte und Pflichten der böhmischen Könige im Reich. Die Sizilische Goldene Bulle war somit ein „Denkmal der böhmischen Staatlichkeit“. Lange Zeit mächtigster Fürst im Reich, war der Böhmische König mit Unterbrechungen Mitglied des Kurfürstenkollegiums und beteiligte sich an der Wahl des römisch-deutschen Königs, mit dessen Königstitel traditionell die Anwartschaft auf das römisch-deutsche Kaisertum verbunden war.
Im 13. Jahrhundert begann in manchen Teilen eine intensive Besiedelung durch deutsche Siedler und Bergleute. Auch in vielen Städten Innerböhmens lebten ab dem 12./13. Jahrhundert Deutsche und Tschechen zusammen.
Ottokar II. Přemysl nutzte die Schwäche der babenbergischen Herzogin und ihres Sohnes zur Aneignung deren Herrschaftsgebietes: Schon vor seiner Krönung zum König von Böhmen (1253) wurde er 1251 Herzog von Österreich. 1261 wurde er Herzog der Steiermark, 1269 auch von Kärnten und Krain.
Damit erreichte die přemyslidische Herrschaft ihre größte Ausdehnung. In seiner Rivalität zu Polen unterstützte er die Eroberungen des Deutschen Ordens. Zum Dank wurde Königsberg nach ihm benannt.
Im Machtkampf zwischen ihm und dem 1273 gewählten römisch-deutschen König Rudolf I. von Habsburg besiegte dieser ihn 1278 in der Schlacht auf dem Marchfeld.
1300 wurde Wenzel II. König von Polen. Die böhmisch-polnische Personalunion endete bereits 1305. Sein Sohn Wenzel III. wurde 1306 in Olmütz ermordet. Damit endete die Přemyslidendynastie. Wenzels jüngste Schwester Elisabeth heiratete dann Johann von Luxemburg.

## Luxemburger

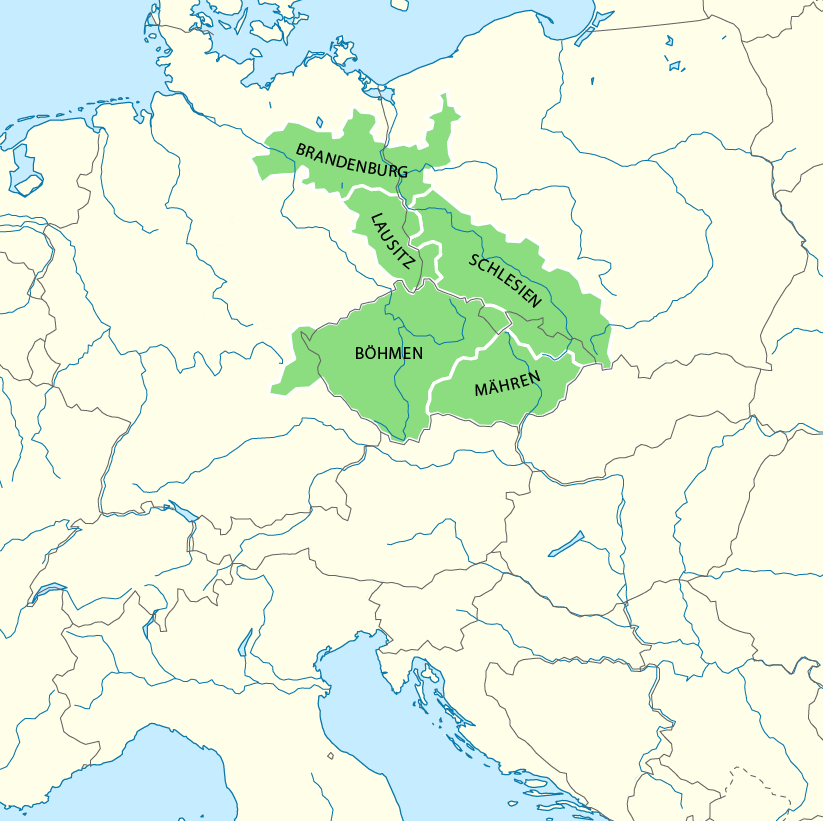
Länder der Böhmischen Krone unter Karl IV.

Mit König Johann kam 1310 die Dynastie der Luxemburger auf den böhmischen Thron und führte die Politik der Přemysliden fort. 1347 folgte ihm sein Sohn Karl, der spätere Kaiser Karl IV., als König von Böhmen nach. Er bewirkte 1344 die Erhöhung des 973 gegründeten Bistums Prag zu einem Erzbistum. Dadurch wurde Böhmen aus der Kirchenprovinz Mainz gelöst und bildete nun eine eigene Kirchenprovinz mit den Suffraganbistümern Olmütz und Leitomischl. 1348 gründete Karl IV. die nach ihm benannte Karls-Universität in Prag als erste Universität auf dem Boden des Heiligen Römischen Reiches nördlich der Alpen. Zu jener Zeit war die böhmische Hauptstadt das politische, wirtschaftliche und kulturelle Zentrum Mitteleuropas. Das böhmische Königreich bildete das Zentrum der luxemburgischen Hausmacht und der imperialen Politik Karls IV. Benachbarte Territorien inkorporierte er zur Krone Böhmens. 1335 verzichtete Kasimir der Große von Polen im Vertrag von Trentschin auf Schlesien. Seit dem 14. Jahrhundert gehörten deshalb Schlesien, die Lausitzen sowie zeitweise die Mark Brandenburg und auch Teile der im Norden der heutigen Oberpfalz liegenden Gebiete (sog. Neuböhmen) zu den Ländern der Böhmischen Krone. Karl IV. betrieb eine ausgleichende Nationalitätenpolitik: Er schützte und förderte die Deutschen in Böhmen, verlangte von ihnen aber, dass sie ihre Kinder zweisprachig deutsch und tschechisch erzögen. Karls Versuche, die Macht des Königs u. a. mit dem Erlass eines Landrechts (Maiestas Carolina) zu stärken, scheiterten am Widerstand der Landstände.
Zum Zeitpunkt seines Todes 1378 erreichte die deutsche Besiedlung Böhmens einen Höhepunkt. Schon ab dem späten 14. Jahrhundert gingen die deutsche Sprache und Bevölkerung wieder zurück. Wirtschaftlich war Böhmen unter den Luxemburgern eine der führenden Regionen Europas. In Prag wurden gleichzeitig mit dem Prager Kanzleideutsch Grundlagen der modernen deutschen Sprache gelegt und durch die Feder des religiösen Reformators Jan Hus Grundlagen der modernen tschechischen Sprache.

## Hussitenkriege und Georg von Podiebrad
Jan Hus begab sich unter der Zusage freien Geleits auf das Konzil von Konstanz und wurde dort 1415 als Ketzer auf dem Scheiterhaufen hingerichtet. 1420 begannen die Hussitenkriege. In denen entluden sich nationale, soziale und konfessionelle Spannungen mit großer Heftigkeit. Die hussitischen Einheiten operierten in dem zweiten Viertel des 15. Jahrhunderts auch in Bayern, Schlesien, im Glatzer Land, in Österreich, in der westlichen Slowakei, in Brandenburg und in Gebieten bis an die Ostsee (z. B. Pommerellen). Gleichzeitig richteten sich die Kriegshandlungen der Hussiten gegen katholische Städte, Klöster und Adelsburgen im Inland. Der Bürgerkrieg teilte Böhmen in ein katholisches und ein hussitisches Lager.
Während des Konzils von Basel kehrte der weniger radikale Flügel der Kalixtiner wieder in den Schoß der katholischen Kirche zurück und verbündete sich mit den kaiserlichen Truppen gegen die radikaleren Taboriten. Diese erlitten in der Schlacht von Lipan und in der zweiten Schlacht von Brüx (beide 1434) eine schwere Niederlage. Im Jahre 1436 wurde in Iglau das Abkommen zwischen Böhmen und dem Basler Konzil bekannt gegeben, in welchem der hussitischen Bevölkerung gewisse Glaubensfreiheiten gewährleistet wurden, und die Kalixtiner andererseits Kaiser Sigismund als König von Böhmen anerkannten.
Nach dem Tod des Habsburgers Königs Ladislaus Postumus wurde Reichsverweser Georg von Podiebrad 1458 zum König von Böhmen gewählt. Podiebrad hielt das Abkommen von Iglau (Jihlava) strengstens ein und versuchte den Frieden in Böhmen trotz weiterer Spannungen zwischen der hussitischen und der katholischen Seite zu erhalten. Der neugewählte Papst Paul II. nahm darauf aber weniger Rücksicht als sein Vorgänger und erklärte 1466 Georg von Podiebrad zum Ketzer. Es folgte sofort ein Aufstand zuerst der katholischen Städte Breslau und Pilsen und danach begannen die Kämpfe mit der Grünberger Allianz. Diese Krise unterdrückte Podiebrad im Jahre 1467 zwar ohne großen Aufwand, ein Jahr später versuchte aber der ungarische König Matthias Corvinus Böhmen militärisch einzunehmen. 1469 ließ sich Matthias Corvinus von dem katholischen Teil der Stände zum böhmischen Gegenkönig wählen. In einer aussichtslosen Situation unterzeichnete der durch Alter und Krankheit erschöpfte Podiebrad einen Nachfolgeschaftsvertrag mit dem polnischen König Kasimir IV. Nach dem Tod Podiebrads wählten seine Anhänger den polnischen Prinzen Vladislav II. in Kuttenberg zum König von Böhmen.

## Der böhmische Ständestaat unter den Jagiellonen (1479–1526)

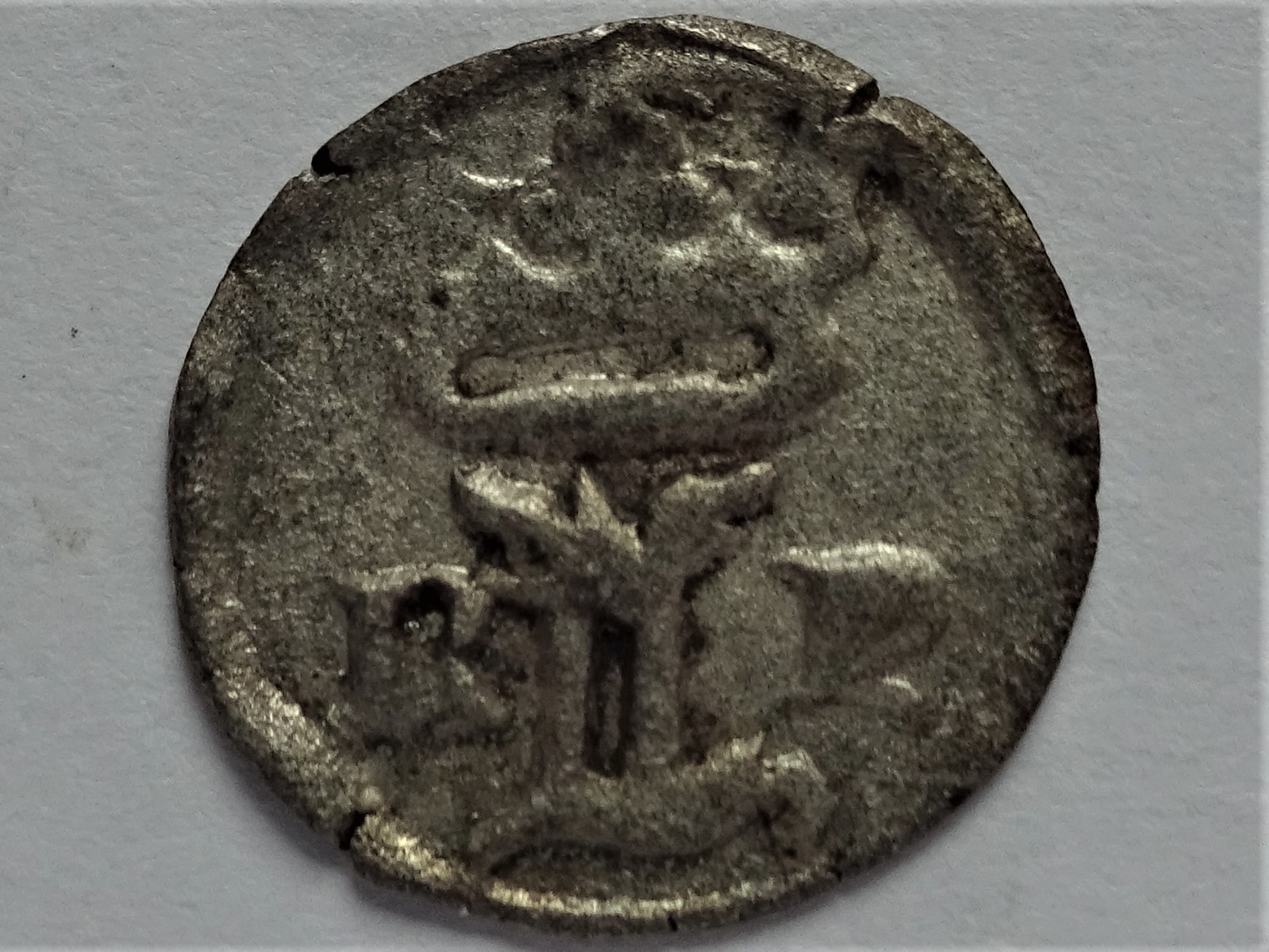
Sog. „Schwarzpfennig“ aus Böhmen, z. Zt. Ludwigs II. (1516–26), einseitig geprägt

Die Stände Böhmens wählten den polnischen Jagiellonen Vladislav II. 1471 zum König. Von seinem Vorgänger, dem Utraquisten Georg von Podiebrad, erbte er den Krieg gegen den Gegenkönig Matthias Corvinus. Mit dem Frieden von Olmütz wurde der Krieg 1479 beendet. Matthias konnte die von ihm besetzten böhmischen Nebenländer Mähren, Schlesien, Ober- und Niederlausitz behalten. Vladislav II. und Matthias durften beide den Titel „König von Böhmen“ führen. Mit Matthias’ Tod 1490 wurde Vladislav vertragsgemäß alleiniger König von Böhmen. Während der Regentschaft von Vladislav und seines Sohnes wuchs die Macht der Stände, während die königliche Macht abnahm. Es gab zahlreiche Konflikte zwischen königlichen Städten und dem Adel, religiöse Kämpfe zwischen der nun vorherrschenden hussitischen Kirche und der katholischen Minderheitskirche, die ihre vorherige Macht wiedererlangen wollte und religiöser Gruppierungen innerhalb des Adels, wie der Grünberger Allianz. im Kuttenberger Religionsfrieden bestärkte Vladislav 1485 die Position des weitgehend hussitischen Adels. Im Jahr 1500 wurde die nach dem König benannte Vladislavsche Landesordnung im Landtag verabschiedet. Sie sicherte den böhmischen Herren und Rittern weitgehende politische Mitspracherechte und gilt als älteste geschriebene Verfassung Böhmens.
Als 1512 das Heilige Römische Reich in zehn Reichskreise eingeteilt wurde, blieb Böhmen mitsamt seinen Nebenländern Mähren, Schlesien und der Lausitz außen vor und wurde auf Betreiben Ferdinands I. (1503–1564, König von Böhmen ab 1527, Kaiser des Heiligen Römischen Reichs ab 1558) aus der Reichsmatrikel gestrichen. Weder wurde ein eigener „böhmischer“ Reichskreis errichtet noch wurden Böhmen und seine Nebenländer in den Österreichischen Reichskreis eingegliedert.
Vladislav II. wurde 1512 von seinem sechsjährigen Sohn Ludwig II. beerbt, der 1526 in der Schlacht bei Mohács (1526) ohne Nachkommen fiel.

## Der böhmische Ständestaat unter den Habsburgern (1526–1620)
Nach dem Tod Ludwigs wählten die Stände seinen Schwager Ferdinand I. von Habsburg zum böhmischen König. 1547 kam es im Zusammenhang mit dem Schmalkaldischen Krieg zu einem protestantischen Ständeaufstand, der auch den Oberlausitzer Pönfall auslöste. Nach der Niederschlagung war Ferdinand I. in einer starken Position, die es ihm erlaubte, das monarchische Prinzip in Böhmen durchzusetzen. Die Stände mussten praktisch auf das Widerstandsrecht verzichten, einen königlichen Appellationshof anerkennen und vor allem dem dynastischen Erbrecht der Habsburger zustimmen. 1575 wurde auf Betreiben der protestantischen Stände die Confessio Bohemica verfasst. Sie sollte alle evangelischen Strömungen im Land unter einem theologischen Dach vereinen.

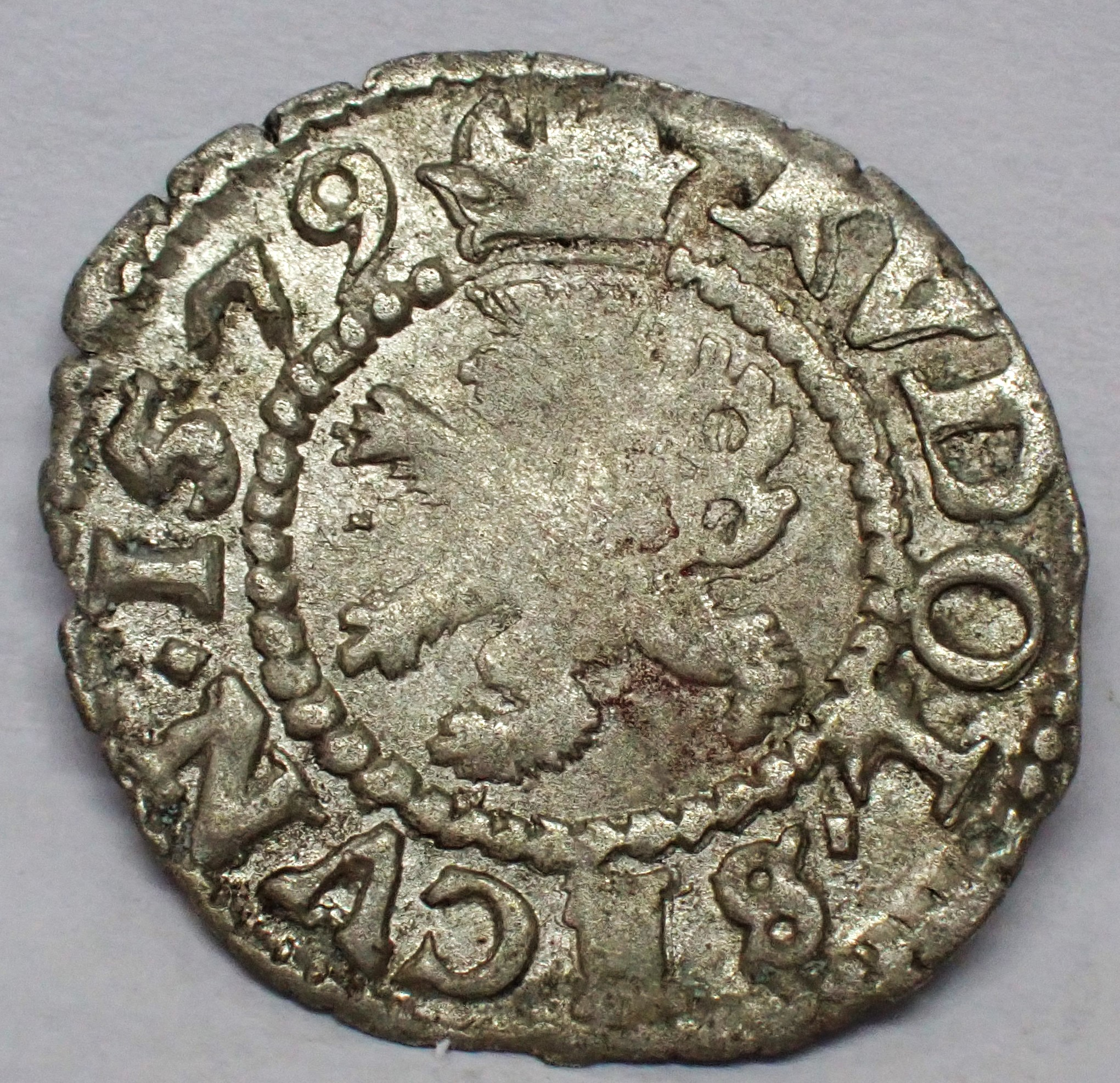
Einseitiger böhmischer Pfennig von 1579 unter Rudolf II.

Als Rudolf II. (reg. 1576-1611) während seiner Herrschaft seinen Sitz von Wien nach Prag verlegte, wurde Böhmens Hauptstadt wieder zu einem wichtigen Zentrum europäischer Kultur. Die Böhmischen Stände zwangen Rudolf II. einen Majestätsbrief herauszugeben, in dem ihnen Religionsfreiheit gewährt wurde.
Unter Matthias (reg. 1611–1617) kam es zur massiven Missachtung der Rechte der seit 1609 mit den etablierten Konfessionen der Utraquisten und Katholiken gleichgestellten Böhmischen Brüder, Lutheraner und Neoutraquisten.
1618 rebellierten die evangelischen Stände gegen Kaiser Matthias. Der Prager Fenstersturz war der Beginn des Ständeaufstands in Böhmen und Auslöser für den Dreißigjährigen Krieg. Nach dem Tod des Kaisers im März 1619 sagten sich die Stände der böhmischen Länder von den Habsburgern los und schufen sich mit der Böhmischen Konföderation eine neue Verfassung. Am 19. August 1619 setzten die böhmischen Stände den gewählten böhmischen König Ferdinand II. ab und wählten an dessen Stelle den Calvinisten Friedrich von der Pfalz zum König.

Die Schlacht am Weißen Berg

In der Schlacht am Weißen Berg (Bílá hora) am 8. November 1620 unterlagen die böhmischen Stände unter ihrem König Friedrich von der Pfalz den Truppen der katholischen Liga, die von dem bayerischen Feldherren Graf von Tilly angeführt wurden. Friedrich, der sogenannte Winterkönig, musste aus Böhmen fliehen und Kaiser Ferdinand II. konnte seinen Anspruch auf die Krone Böhmens durchsetzen.

## Dreißigjähriger Krieg und Absolutismus

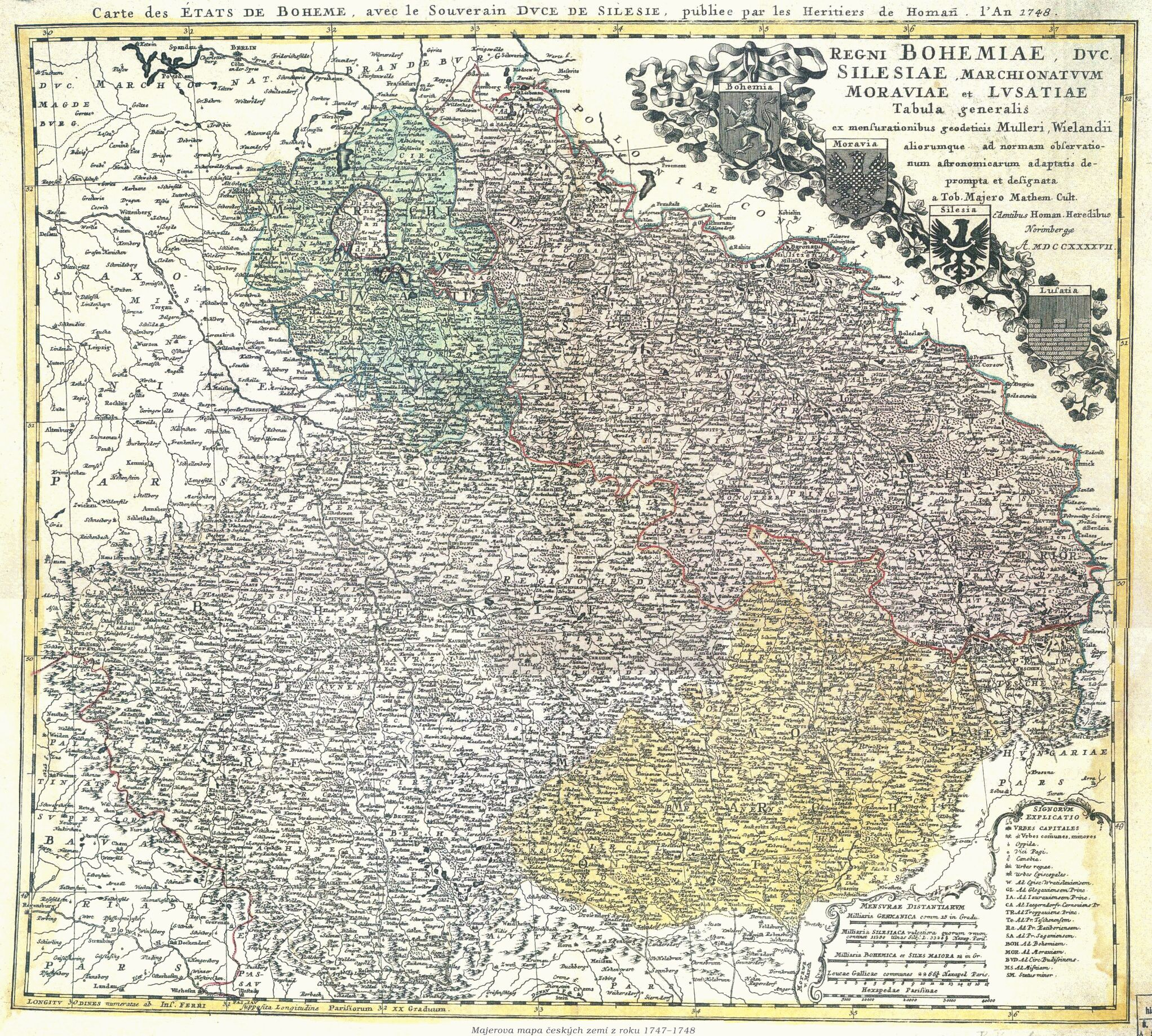
Länder der Böhmischen Krone (1747)

Auf die Schlacht am Weißen Berg folgte die in der älteren nationaltschechischen Historiographie als temno („Dunkelheit“) bezeichnete Zeit. Kaiser Ferdinand II. setzte mit aller Härte fast im ganzen Land die Gegenreformation durch und unterdrückte alle Nicht-Katholiken. 27 Führer des böhmischen Aufstands wurden vor dem Altstädter Rathaus zu Prag hingerichtet, die Mehrheit des böhmischen protestantischen Adels wurde enteignet und musste das Land verlassen, andere konvertierten um bleiben zu können. Die von der Böhmischen Kammer eingezogenen Güter wurden an – zumeist deutschsprachige – katholische Adlige aus anderen Teilen des Habsburgerreiches verkauft, oft weit unter Preis. Der Statthalter und Vizekönig Karl von Liechtenstein und der Feldherr Wallenstein, beide frühe Konvertiten, sicherten sich den größten Zuwachs an Landbesitz. Wallenstein brachte nach und nach etwa ein Fünftel Böhmens als Herzogtum Friedland unter seine Kontrolle und errichtete einen straff organisierten, wirtschaftlich aufblühenden Teilstaat. Sukzessive wurde Deutsch zur vorherrschenden Verwaltungssprache. 1627 wurde eine absolutistische Verfassung in Kraft gesetzt, die Verneuerte böhmische Landesordnung, welche Adel und Städten nahezu alle Mitbestimmungsrechte nahm. Durch die Konfiskationen und den Verkauf vor allem der städtischen Betriebe (Meierhöfe, Mühlen, Teiche usw.), aber auch infolge der konfessionellen Emigration verarmte das Land.
Die protestantischen Leibeigenen durften nicht außer Landes gehen. Sie mussten sich zum Katholizismus bekehren und wurden in ihrer Religionsausübung von der katholischen Geistlichkeit überwacht. Diese als „Dunkelheit“ bezeichnete Epoche dauerte 150 Jahre bis zum Toleranzedikt von 1781.
Der Dreißigjährige Krieg verwüstete Böhmen schlimm. Nachdem ein schwedisches Heer im April 1639 unter Feldmarschall Johan Banér in der Schlacht bei Chemnitz das vereinigte kaiserlich-sächsische Heer schwer geschlagen hatte, aber zu schwach war, um Prag zu erobern, begann das Heer auf Anweisung von Baner im Oktober 1639 einen Plünderungsfeldzug, der bis zum März 1640 andauerte und weite Teile Böhmens ausraubte und zerstörte. 1648 gelang es schwedischen Truppen in der Belagerung von Prag die Prager Kleinseite zu besetzen und auszuplündern. Weite Teile von Böhmen und Mähren waren bis zum Friedensschluss von den Schweden besetzt.
Böhmen und Mähren verloren im Laufe des Kriegs etwa 30 bis 40 % ihrer Bevölkerung.
Nach 1620 wurde Böhmen zunächst streng absolutistisch verwaltet und die wichtigsten Verwaltungsstrukturen wurden ständig in Wien angesiedelt. Nach dem Krieg wurden entvölkerte Landstriche mit Siedlern aus deutschsprachigen Teilen des Habsburgerreiches besiedelt. Nach dem Böhmischen Bauernaufstand von 1680 wurden wieder mehr lokale Entscheidungen zugelassen.
Die Habsburgerin Maria Theresia war von 1740 bis zu ihrem Tode 1780 Erzherzogin von Österreich und Königin Ungarns und Böhmens. Unter ihrem Sohn Joseph II. wurde 1781 die Leibeigenschaft aufgehoben. Sein – fortschrittlich gemeinter – Ersatz des Lateinischen als erster Amtssprache des Habsburgerreiches durch Deutsch löste bei den Tschechen und anderen Nationalitäten Unmut aus.

## Nationale Erneuerung

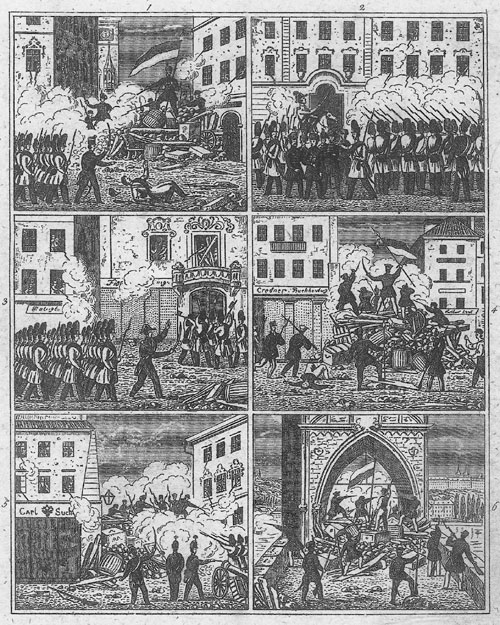
Zeitgenössische Bilderreihe mit Szenen des Prager Pfingstaufstandes (12. Juni bis 17. Juni 1848)

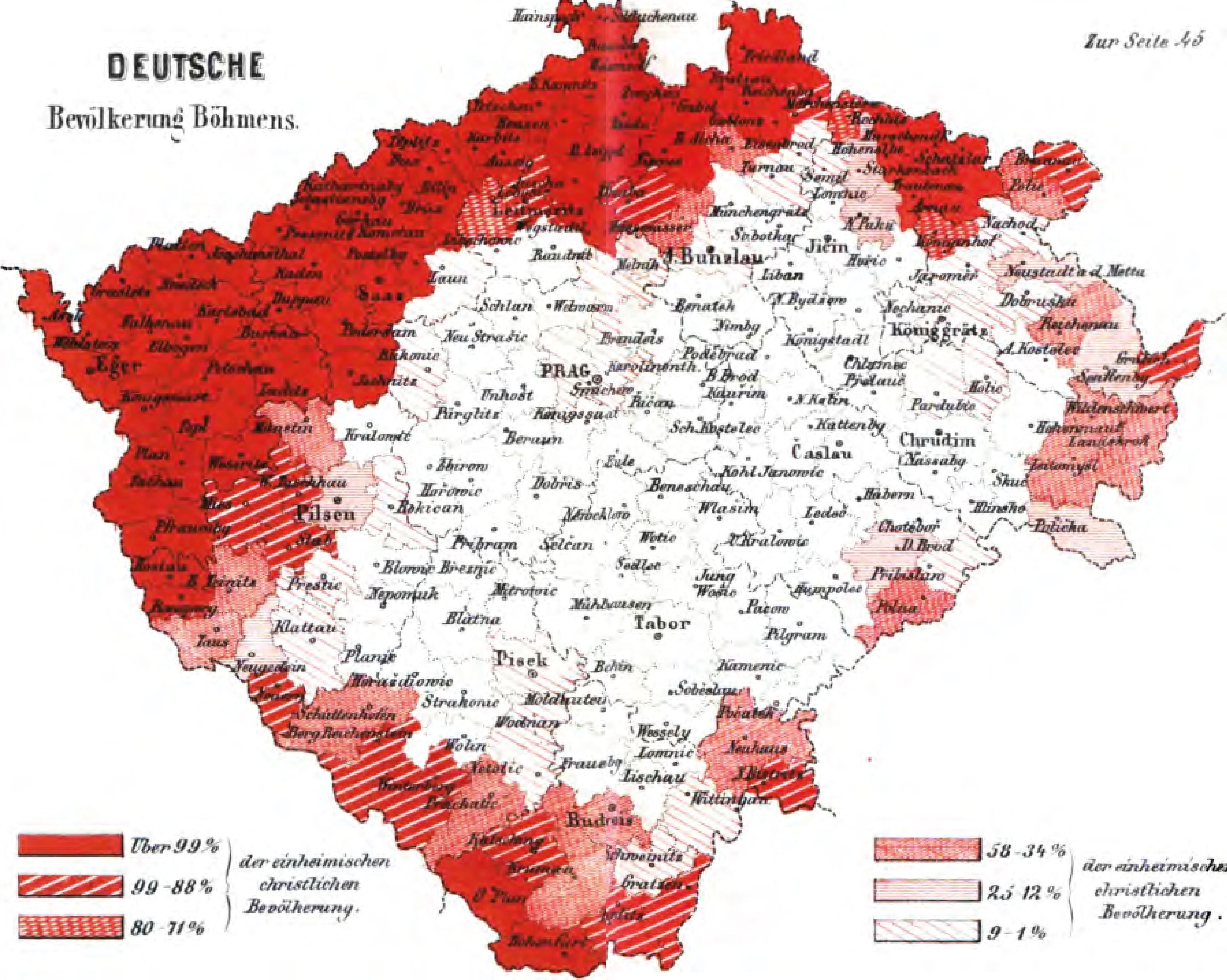
Deutsche Bevölkerung Böhmens nach einer historischen Sprachenkarte aus dem Jahr 1864

1804 wurden die habsburgischen Lande zum Kaisertum Österreich. Nach dem Ende des Heiligen Römischen Reiches im Jahre 1806 wurde das Egerland, bis dahin ein uneingelöstes Pfandgebiet mit eigenständigen Institutionen, staatsrechtlich nach Böhmen eingegliedert, da die Pfandschaft bis dahin nicht eingelöst worden war. Nach dem Wiener Kongress regte sich unter dem böhmischen Adel schon früh Widerstand gegen die Politik Metternichs. Die Märzrevolution von 1848 fand auch in Böhmen, vor allem in Prag statt. In deren Gefolge wurde im Juni des Jahres, etwa zur gleichen Zeit als in der Frankfurter Paulskirche die verfassunggebende deutsche Nationalversammlung tagte, in Prag ein Slawenkongress veranstaltet, bei dem der Historiker František Palacký eine entscheidende Rolle spielte. Hauptforderung des Kongresses war eine gleichberechtigte Rolle der Slawen in der Donaumonarchie (Austroslawismus). Als die vergleichsweise gemäßigten Forderungen des Slawenkongresses von Österreichs Kaiser Ferdinand I. abgelehnt wurden, kam es am 13. Juni 1848 zum Prager Pfingstaufstand gegen die österreichische Herrschaft in Böhmen. Dieser Aufstand wurde jedoch bereits nach drei Tagen mit militärischer Gewalt niedergeschlagen. Die Niederwerfung der tschechischen Nationalbewegung bildete den ersten militärischen Erfolg der Gegenrevolution in den Staaten des Deutschen Bundes.
Hatte die seit 1620 betriebene Bevorzugung des Deutschen dazu geführt, dass vor allem in den Städten auch Böhmen zu Hause deutsch sprachen, die sich als Tschechen verstanden, so fingen in der zweiten Hälfte des 19. Jahrhunderts im Zuge der nationalen Wiedergeburt viele dieser Familien an, bewusst wieder Tschechisch zu sprechen.
Seit dem österreichisch-ungarischen Ausgleich von 1867 gehörte Böhmen zum cisleithanischen Teil der Doppelmonarchie. 1871 beschloss der böhmische Landtag die Schaffung einer autonomen Verfassung (Fundamentalartikel), was jedoch von der Deutsch-liberalen Verfassungspartei abgelehnt wurde. Unter dem der Verfassungspartei angehörenden, aber gegen Ende der 1870er Jahre zunehmend mit den konservativen Föderalisten paktierenden österreichischen Ministerpräsidenten Eduard Taaffe wurde 1880 Tschechisch neben Deutsch wieder Amtssprache in Böhmen. Jedoch wurden nur Gemeinden mit bedeutendem tschechischen Bevölkerungsanteil zweisprachig verwaltet. 1882 spaltete sich von der damals weitgehend deutschen Karls-Universität in einer Teilung die tschechische Universität (Česká univerzita Karlo-Ferdinandova) ab. Ebenfalls 1882 wurde das Wahlrecht demokratischer gestaltet, indem der Wahlzensus in der städtischen und in der ländlichen Kurie von ursprünglich 10 auf 5 Gulden der direkten Steuer jährlich herabgesetzt wurde, ein Vorteil für die im Durchschnitt etwas ärmeren Tschechen, die nun ab 1883 die Mehrheit im gewählten böhmischen Landtag einnahmen. Da es aber immer noch ein Zensuswahlrecht war, hatte die Stadt Budweis zum Beispiel zwar seit den 1880er Jahren eine tschechische Bevölkerungsmehrheit, aber bis zum Ende der Habsburgerzeit einen mehrheitlich deutschen Stadtrat.
Die Abgeordneten des Böhmischen und des Mährischen Landtags nahmen ab dem Jahr 1863 an den Sitzungen des Reichsrats nicht teil.
1897 erließ der österreichische Ministerpräsident Graf Badeni eine Nationalitätenverordnung für Böhmen und Mähren, nach der dort alle politischen Gemeinden zweisprachig zu verwalten waren. Damit avancierte Tschechisch in beiden Kronländern von einer Minderheitensprache zur Nationalsprache.
Damit hatte sich der vornehmlich von tschechischen Politikern erhobene Anspruch auf Wahrung der historischen Ländereinheit gegenüber den deutschen Wünschen nach Einteilung des Landes in nach ethnischen Gesichtspunkten geschaffene Verwaltungseinheiten durchgesetzt. Alle Ämter und Gerichte waren verpflichtet, mit den Bürgern oder Parteien in der Sprache ihrer Eingabe zu verkehren und diese Sprache auch konsequent bei allen (auch innerbehördlichen) Amtshandlungen anzuwenden, die die Bearbeitung und Erledigung der Eingabe betrafen. Die geforderte Zweisprachigkeit der Beamten galt grundsätzlich für jeden Dienstort auch in ethnisch einheitlichen, „rein“ deutsch oder tschechisch besiedelten Gebieten.
Daraufhin legten deutsche Abgeordnete den österreichischen Reichsrat lahm. Aufgrund der Boykotte im Parlament und vor Ort musste die Regierung schließlich zurücktreten und 1899 wurde die Nationalitätenverordnung wieder aufgehoben. Seither blockierten die tschechischen Abgeordneten die Parlamentsarbeit in Wiener Reichsrat und die deutschen die in Prag. Ein österreichisch-tschechischer Ausgleich wurde zwar angestrebt, jedoch nie erreicht. Laut Volkszählung 1910 betrug der tschechische Bevölkerungsanteil der 6.770.000 Einwohner Böhmens 63,2 % und der deutsche 36,8 %.
Während die Mischsituation politisch zur Blockade führte, war sie in anderer Hinsicht äußerst produktiv: Böhmen hatte die modernste Industrie unter den österreichischen Kronländern. Die Prager Kulturszene war durch zahlreiche Freundschaften zwischen Deutschen und Tschechen gekennzeichnet. Autoren übersetzten einander in die jeweilige Muttersprache. Die Volkszählung am 31. Dezember 1900 zeigte 63 Prozent Tschechen und 36 Prozent Deutschböhmen in Böhmen.

## 20. Jahrhundert
Am 28. Oktober 1918 wurde die Tschechoslowakische Republik gegründet.